# André Schwarz-Bart
André Schwarz-Bart (Metz, 1928. május 28. – Pointe-á-Pitre, Guadeloupe, 2006. szeptember 30.) francia regényíró. lengyelországi zsidó családból származott. Eredeti neve Abraham Szwarcbart, anyanyelve a jiddis volt. Sokáig más nyelven nem is beszélt. 1924-ben érkeztek szülei Franciaországba, négy évre rá született meg André/Abraham.
1941-ben deportálták szüleit Auschwitzba. Az üldöztetés éveiben, a második világháború idején csatlakozott a francia ellenállási mozgalomhoz.
André Schwarz-Bart eredetileg munkásként dolgozott, majd bölcsészetet végzett.
2006-ban szívműtét komplikációi következtében halt meg. Utolsó éveit Guadeloupe szigetén töltötte feleségével, Simone-nal, aki a karibi szigetről származott. Fiuk, Jacques Schwarz-Bart ismert zenész, szaxofonon játszik.

## Művei
Egy könyvvel mindenképpen beírta a nevét a világirodalomba, ez a regény az Igazak ivadéka (Le dernier des justes).
A zsidó folklór egy elterjedt motívuma, a harminchat igaz ember legendája a könyv kiinduló ötlete. A regény egy ősi zsidó család, az igazak utolsó leszármazottjának a története a hitleri Németországban és a megszállt Franciaországban a második világháború idején. Az „igazak” kiválasztottak, tiszták és bölcsek, de nem tudnak róla. Csak egy megszenvedett élet során jönnek rá erre.
A könyv nyolc fejezetből áll. A mondát illetően főleg Mendele Mojher Szforim (1835-1917), oroszországi jiddis-héber regényírónak, a cári gettóvilág zseniális ábrázolójának műveire támaszkodott, akinek iránya nem állt távol Gogoltól és Szaltikov-Scsedrintől.
A regényt mély és keserű irónia jellemzi. 1959-ben elnyerte a Goncourt-díjat (1959 őszén a Goncourt Akadémia tagjai megtudták, hogy a Femina-díj bíráló bizottsága is ezt a könyvet akarja díjazni, ezért egy héttel előbbre hozták az Akadémia ülését, és így ők ítélték a legrangosabb francia irodalmi díjat Schwarz-Bartnak). Rövidesen megjelent magyarul is. 1967-ben megkapta a Jeruzsálem-díjat (Jerusalem Prize).
1967-ben újabb regénnyel jelentkezett: ezt azonban, amely a különös Banános disznósült címmel jelent meg, s amely a kis-antillai élményanyag művészi lecsapódása, már feleségével közösen írta. Ez a könyv tulajdonképpen egy regényfolyam első kötete. A ciklus 1760-tól 1953-ig kívánja bemutatni a karib szigetvilág színes és keserves életét. A második kötet A mulatt Solitude volt, a harmadik kötetet pedig már csak felesége, Simone jegyezte (1972): Eső veri, szél fújja Csoda-Télumée-t címmel 1976-ban magyarul is megjelent.

## Magyarul
- Igazak ivadéka. Regény; utószó André Wurmser, ford. Justus Pál; Európa, Bp., 1962
- Igazak ivadéka; ford. Justus Pál, utószó Bajomi Lázár, jegyz. Benoschofski Imre; Dunakönyv, Bp., 1994